# 莖高䲁
莖高䲁（學名：Hypsoblennius caulopus），為輻鰭魚綱鳚形目䲁科高䲁屬的一種，分布於東太平洋尼加拉瓜至祕魯海域，本魚體延長形，稍側扁，頭鈍短，頭頂無冠膜，頸背有肉質疣，眼睛後面有一條側溝，前鼻孔及眼前緣各有一簇小觸鬚，頸背無觸角，牙齒尖端鈍而扁平，單排，不能移動，兩側頜骨上均無後犬齒，鰓孔因鰓蓋膜與喉部融合而限制在身體兩側，體灰褐色，側面有波浪狀、不規則的深褐色和淺褐色條紋，延伸至背鰭，頭部大部分為深棕色，嘴唇、下巴和喉嚨有淺色和深色條紋，背鰭硬棘12枚、背鰭軟條15-16枚、臀鰭硬棘2枚，臀鰭軟條17枚，體長可達9公分，棲息在水淺、海草生長的岩石區，包括潮池，雌魚產附著性卵，雄魚有護卵行為，生活習性不明。